# Bataille de Rosebud Creek
Pour les articles homonymes, voir Rosebud.
Guerre des Black Hills
Batailles
Guerre des Black Hills :
- Big Horn Expedition (en)
- Powder
- Prairie Dog Creek (en)
- Rosebud Creek
- Little Bighorn
- Warbonnet Creek
- Slim Buttes
- Cedar Creek
- Dull Knife
- Wolf Mountain (en)
- Little Muddy Creek

La bataille de Rosebud Creek est une bataille des guerres indiennes qui se déroule le 17 juin 1876 dans le comté de Big Horn (territoire du Montana) aux États-Unis et oppose 1 300 soldats de l'armée américaine, dirigés par le général George Crook, à 750 guerriers amérindiens lakotas et cheyennes, commandés par Crazy Horse, dans le cadre de la guerre des Black Hills. Le combat est indécis mais empêche Crook, qui regagne son camp, de faire sa jonction avec les troupes du général George Armstrong Custer avant la bataille de Little Bighorn.

## Contexte

### Traité de Fort Laramie
En 1868, les Sioux, sortis vainqueurs de leur guerre sur la piste du Bozeman (organisée par Red Cloud), signèrent le traité de Fort Laramie. Ce traité promettait aux Sioux la possession de leurs territoires sacrés des Black Hills, l’interdiction aux Blancs de pénétrer dans la réserve sans autorisation ; mais entraînait la perte de la majeure partie des terrains de chasse des Sioux. Cependant, à la suite de la découverte de gisements aurifères dans les Black Hills, une troupe armée commandée par le général Custer viola le traité en entrant dans les Black Hills ; ouvrant ainsi la ruée vers l’or (en 1874). Par la suite, le gouvernement américain tenta en vain d’acheter les Black Hills aux Sioux.

### Le rassemblement de Sitting Bull et la campagne de 1876
Pour un article plus général, voir Guerre des Black Hills.
À la suite de cet évènement, un immense rassemblement d'Amérindiens eut lieu, commandés par les chefs Crazy Horse et Sitting Bull. Ce rassemblement eut lieu sur la Little Bighorn, rassemblant de 6 000 à 8 000 Indiens Sioux, Cheyennes et Arapahos. Ils représentaient une grande menace aux yeux du gouvernement américain. Afin d’exterminer et de ramener dans les réserves les « hostiles », le général Sheridan élabora un plan pour prendre en tenaille les Amérindiens : trois colonnes de soldats devaient se rejoindre au camp des « hostiles », les prendre en tenaille et ne leur laisser aucune chance. Une colonne devait partir du Wyoming sous les ordres du général Crook, une autre sous les ordres du lieutenant-colonel Custer et la dernière commandée par les généraux Gibbon et Terry.
Le 17 juin 1876, la colonne du général Crook, forte de 1 000 soldats et de 300 éclaireurs crows et shoshones, arriva dans la vallée de Rosebud Creek.

## L’attaque
Face à cette menace, 750 guerriers du camp amérindien, dirigés par le chef de guerre Crazy Horse, attaquèrent le camp du général Crook près de la Rosebud. Crazy Horse dirigea les guerriers en les faisant attaquer ensemble et par vagues successives. Le combat dura toute la journée. Durant le combat, un Cheyenne fut encerclé et était sur le point de se faire tuer quand un cavalier arriva et le sauva, le prit en croupe et le conduisit à l’écart du champ de bataille. Ce cavalier était sa sœur Buffalo Calf Road Woman, et depuis, les Cheyennes appellent la bataille : Le-Combat-Où-La-Sœur-Sauva-Le-Frère. Les Amérindiens perdirent environ 30 à 50 hommes, les Américains 10. La bataille força Crook à battre en retraite, l’empêchant ainsi de faire la jonction avec les troupes de Custer, qui fut lui-même vaincu et tué lors de la bataille de Little Bighorn.